# Elacatinus atronasus
Elacatinus atronasus es una especie de peces de la familia Gobiidae.

## Distribución geográfica
Se encuentra en las Bahamas.